# Idea (rivista)
Idea: Mensile di cultura politica e sociale è stata una rivista di letteratura, arte e scienze fondata e diretta da mons. Pietro Barbieri e, dopo la morte del fondatore, da Giuseppe Lucini e pubblicata a Roma con periodicità mensile a partire dal 1945. Dal 1949 al 1957 uscì con il supplemento Idea - Settimanale; cessò le pubblicazioni nel 1998.

## Storia
La rivista, di ispirazione cattolica, accolse articoli e saggi di letteratura, arte, politica, economia, avvalendosi della collaborazione di personalità di primo piano come Luigi Einaudi e il filosofo cattolico Jacques Maritain.
Nel primo numero il fondatore si prefiggeva l'obiettivo di "fomentare l'unione spirituale di tutti gli italiani".
Tra i collaboratori si ricordano Renato Bertacchini, Wolfango Giusti, Ulisse Pucci, Ugo Ruffolo.